# Achatius Ludwig Carl Schmid

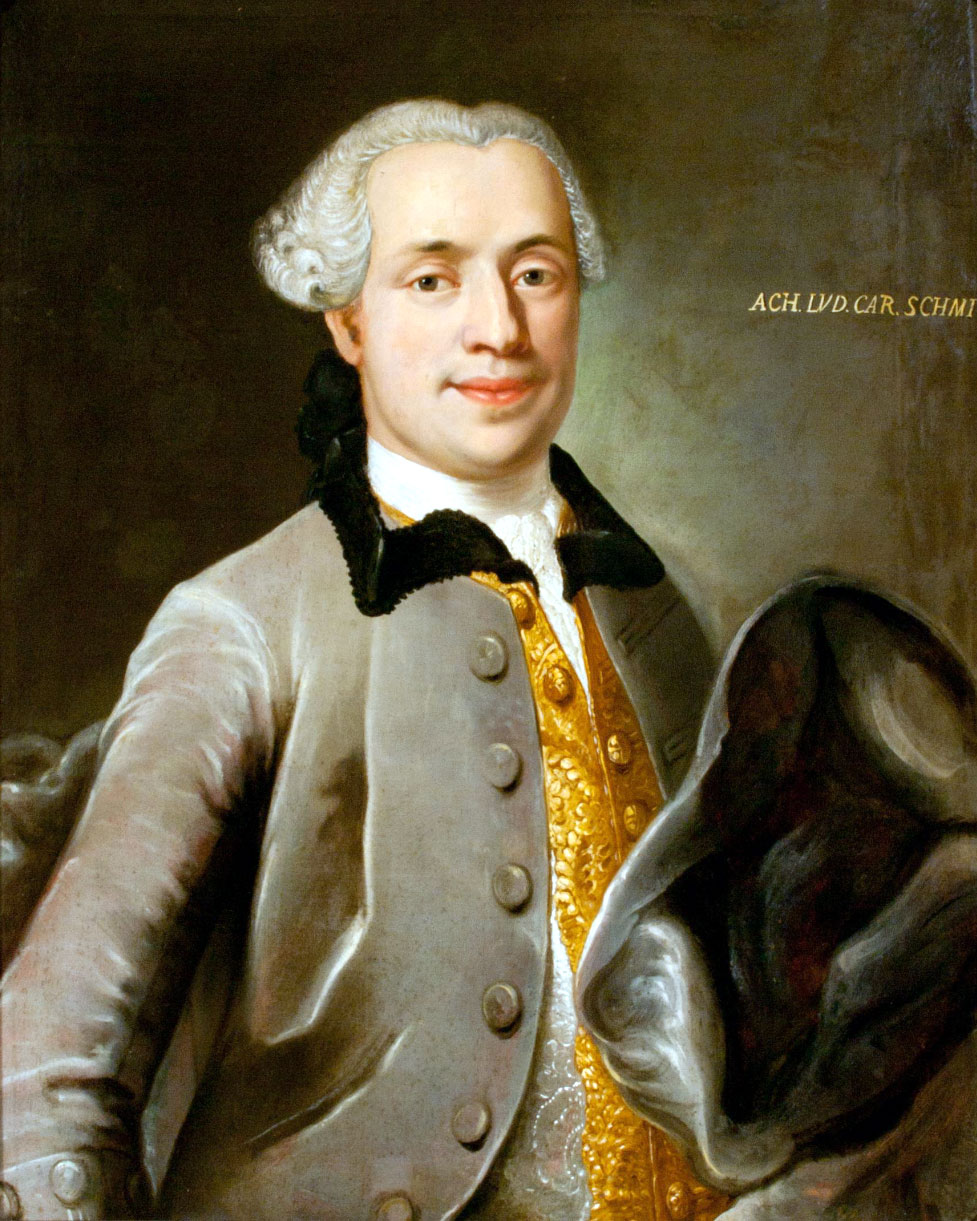
Achatius Ludwig Carl Schmid

Achatius Ludwig Carl Schmid, auch: Schmidt, (* 9. April 1725 in Jena; † 7. Juli 1784 in Weimar) war ein deutscher Rechtswissenschaftler und Staatsbeamter von Sachsen-Weimar und Eisenach.

## Leben
Carl wurde als Sohn des Kanonikers in Zeitz und Hofgerichtsadvokaten in Jena Johann Christian Schmid († 6. Januar 1735 in Jena) und dessen Frau Eleonora Louise (Ludovika) Kühnhold, Tochter des Paul Kühnhold Erb-, Lehn und Gerichtsherr in Tambachtsdorf und Wölfis, geboren.
Anfänglich durch Hauslehrer unterrichtet, besuchte er die Ratschule in Jena. 1742 bezog er die Universität Jena, wo er zunächst philosophische Studien zur Logik bei Johann Peter Reusch, zur Mathematik und Physik bei Georg Erhard Hamberger, zum Naturrecht bei Dietrich Hermann Kemmerich und Joachim Georg Darjes, Geschichte und das deutsche Staatsrecht bei Christian Gottlieb Buder (1693–1763) absolvierte. In den Rechtswissenschaften besuchte er die Vorlesungen bei seinem Bruder Paul Wilhelm Schmid, bei Johann Caspar Heimburg, Johann Gottfried Schaumburg, Heinrich Brockes und Johann August von Hellfeld. Nach Vollendung seiner Studien unternahm er 1747 eine Kavaliersreise, welche ihn durch Deutschland und in die Niederlande führte.
Wieder in Jena verteidigte er am 28. September 1748 seine Arbeit De operis Burgensium und wurde daraufhin zum Doktor der Rechte promoviert. Anschließend habilitierte er sich an der Jenaer Hochschule, wurde Anwalt in Jena und hielt als Privatdozent Vorlesungen. 1756 ging er nach Coburg als Regierungs- und Konsistorialrat des Herzogs Franz Josias von Sachsen-Coburg-Saalfeld. Nachdem sein Bruder in Jena gestorben war, übernahm er 1763 dessen Professur der Pandekten an der Jenaer Universität und wurde damit verbunden Assessor der Juristenfakultät sowie des dortigen Schöppenstuhls und Hofrat von Sachsen-Weimar-Eisenach. In dieser Eigenschaft beteiligte er sich auch an den organisatorischen Aufgaben der Hochschule und war im Sommersemester 1765 Rektor der Universität. 1766 zog er als Geheimer Assistenzrat des Geheimen Konsiliums nach Weimar. 1776 wurde er Präsident des Regierungskollegiums und Kanzler der Landesregierung in Weimar.
Schmid verheiratete sich am 3. Oktober 1756 in Jena mit Karoline Friederike Marie Heimburg (* 8. Dezember 1740 in Jena; † 3. März 1767 ebd.), Tochter des Hofrats und Professors Johann Caspar Heimburg.  Seine zweite Ehe schloss er 1772 in Weimar mit Bernhardine Kirms (* November 1743 in Weimar, † Dezember 1810), Tochter des Rats und Kammersekretärs in Weimar Joachim Caspar Kirms (1698–1770) und dessen Frau Friedericke Maria Rosine geb. Hagen (1723–1809).

## Werke (Auswahl)
- Dissertatio ivridica officivm et prvdentiam ivdicis circa amicabilem litium compositionem exponens. Jena 1747 (Präsens Paul Wilhelm Schmid, Online)
- Diss. inaug. de operis Burgensium. Jena 1748 (Präsens Christian Gottlieb Buder, Online)
- Diss. jur. de valore testamenti a testatore obliti. Jena 1750 (Resp. Johannes August Tittel, Online)
- Diss. de collatíone Canonicatus inferioris, quatenus differt a collatíone Canonicatus Ecclesiae cathedralis. Jena 1752 (Resp. Johann Christoph Hartung, Online)
- Diss. jur. de. Nonis. Jena 1753 (Resp. Konrad Gottlieb Wolf, Online)
- Exercitatio De Actionibvs Elective Concvrrentibvs Si Actori Ivs Personale Competit. Jena 1753 (Resp. Johann Georg Sänger, Online)
- Meditatio De Concvrsv Actionvm Cvmvlativo. Jena 1753 (Resp. Moritz Krause, Online)
- Dissertatio Ivridica De Actionvm Concvsv Svccessivo. Jena 1753 (Resp. Ernst Christian August Scheuermann, Online)
- Commentatio de concursu actionum in Genre. Jena 1753 (Online)
  - Diss. de concursu actionum in genere. Jena 1753.
  - Diss. de actionibus elective concurrentibus, si actori jus reale competit. Jena 1753.
  - Diss. de actionibus elective concurrentibus, si actori jus personale competit. Jena 1753.
  - Diss. de actionum concursu successivo. Jena 1753.
  - Diss. de actionum concursu cumulative. Jena 1753.
- Institutiones iurispiudentiae ecclesialticae; addito Processu Consistoriali, ad usum Fori Evangelici methodo systematica adornatae. Jena 1754 (Online), Jena 1762 (Online)
- Diss. de generibus continentiae cauisarum genuinis. Jena 1754 (Resp. Johann Joachim Bayer, Online)
- Diss. epist. de impugnandis administratorum rationibus, postquam adprobatae sunt. Jena 1754.
- Diss. de testamento priore derogante posteriori. Jena 1755 (Resp. Johann Carl Ludwig Schellhas, Online)
- Meditatio iur. de impugnandis administratorum rationibus, postquam adprobatae sunt. Jena 1755 (Online)
- Principia jurisprudentiae ecclesiasticae Pontificiorum, methodo systematica adornata. Jena 1756 (Online), Jena 1771
- Diss. Commentatio de juris collectandi cum territoriali superioritate nexu haud necessario. Jena 1763 (Online)
- Diss. inaug. de jure detractus cum jure collectandi nexu necessario. Jena 1765 (Resp. Gotthold Camerarius, Online)
- Diss. de caussis, ex quibus permissa est rerum, quae minorum sunt, alienatio. Jena 1765.
- Kurze Anweisung, wie die Regeln der Kunst zu referiren angewendet werden müssen. Jena 1766.
- Anweisung, wie die Regeln des gemeinen und Sächsischen Processes geschickt anzuwenden sind. Jena 1766.
- Zuverlässiger Unterricht von der Verfassung der herzogl. Sächsischen Gesammt-Akademie zu Jena, aus Akten und andern Urkunden gezogen. Jena 1772 (Online)

## Nachweise
1. ↑  Todesangabe in Weimarische Wöchentliche Anzeigen vom 10. Juli 1784, S. 218.
2. ↑  Eingeschrieben schon am 30. Januar 1737 als „Achatius Ludovicus Carolus Schmid“ (Matrikel der Universität Jena 1723‒1739, S. 150v, und Die Matrikel der Universität Jena. Band 3, 1929, S. 286).
3. ↑  Weimarische Wöchentliche Frag- und Anzeigen auf das Jahr 1766 vom 5. März, S. 73, und Hochfürstl. SachsenWeimar- und Eisenachischer Hof- und Address-Calender, auf das Jahr Christi 1767, S. 17.
4. ↑  Weimarische Wöchentliche Anzeigen vom 22. Juni 1776, S. 201, und Hochfürstl. S.Weimar- und Eisenachischer Hof- und Address-Calender, auf das Jahr 1777, S. 20.
5. ↑  Heiratsangabe in Weimarische Wöchentliche Anzeigen vom 4. Juli 1772, S. 214.
6. ↑  Beigesetzt am 24. Dezember 1810, „67 Jahr 1 Monath“ (Weimarisches Wochenblatt vom 2. Januar 1811, S. 3).
7. ↑  Todesangabe in Weimarische Wöchentliche Anzeigen vom 15. August 1770, S. 258.
8. ↑  Todesangabe in Weimarisches Wochenblatt vom 1. November 1809, S. 386.

| Personendaten    | Personendaten                                                                 |
| ---------------- | ----------------------------------------------------------------------------- |
| NAME             | Schmid, Achatius Ludwig Carl                                                  |
| ALTERNATIVNAMEN  | Schmidt, Achatius Ludwig Karl; Schmid, Carl                                   |
| KURZBESCHREIBUNG | deutscher Rechtswissenschaftler und Staatsbeamter von Sachsen-Weimar-Eisenach |
| GEBURTSDATUM     | 9. April 1725                                                                 |
| GEBURTSORT       | Jena                                                                          |
| STERBEDATUM      | 7. Juli 1784                                                                  |
| STERBEORT        | Weimar                                                                        |